# Бардунов, Леонид Владимирович
Леонид Владимирович Бардунов (1932—2008) — советский и российский ботаник (бриолог).

## Биография
Родился 2 июля 1932 года во Владивостоке в семье агронома. Проявлял интерес к биологии в школьные годы. В 1955 году поступил на биологический факультет Иркутского университета. В университетские годы участвовал в экспедициях, организованных М. Г. Поповым.
С 1955 по 1958 год проходил аспирантуру в Ботаническом институте АН СССР под руководством известного бриолога Л. И. Савич-Любицкой, где и началась специализация Бардунова на исследованиях мхов. По результатам аспирантских исследований им была защищена кандидатская диссертация по теме «Флора листостебельных мхов побережий и гор Северного Байкала». После окончания аспирантуры вернулся в Иркутск, работал там в Восточно-Сибирском биологическом институте, продолжал изучать флору мохообразных Южной Сибири.
В 1973 в Киеве защитил диссертацию на соискание степени доктора биологических наук «Флора листостебельных мхов Алтая и Саян», через год после защиты по материалам диссертации им была опубликована монография.
В 1980-е годы активно занимался преподаванием, в 1984 году вышла научно-популярная книга «Древнейшие на суше».

## Научная деятельность
Многочисленные работы посвящены бриофлоре различных районов Сибири (Саяны, Алтай, Прибайкалье) и Дальнего Востока (Приморье, о. Итуруп, о. Кунашир). Бардуновым было описано несколько новых для флоры СССР видов и родов мохообразных, а также несколько новых для науки видов (в том числе Brachymenium exiloides Bard. et Czerd.). Занимался вопросам формирования флоры; в частности, развивал идеи субтропического происхождения некоторых элементов флоры Дальнего Востока. Участвовал в подготовке государственных и региональных Красных Книг (СССР, РФ, Бурятии и Забайкальского края).

## Основные научные публикации
- Бардунов Л. В. Флора листостебельных мхов побережий и гор Северного Байкала: Автореф. дис. … канд. биол. наук. Л. 1958. 21.
- Бардунов Л. В. Листостебельные мхи побережий и гор Северного Байкала. М. 1961. 120.
- Бардунов Л. В. Краткий очерк истории исследования флоры мхов Средней Сибири. — Тр. Вост.-Сиб. фил. СО АН СССР, сер. Биол. «История биологических исследований в Восточной Сибири» 30: 1961.127-136.
- Бардунов Л. В. Третичные реликты во флоре мхов Прибайкалья. — В кн.: Научные чтения памяти Михаила Григорьевича Попова (5-е чтение)(ред. Л. И. Малышев) Иркутск, Иркутск. кн. изд-во: 1963. 48-82.
- Бардунов Л. В. Листостебельные мхи Восточного Саяна. М.; Л. 1965. 160 с.
- Бардунов Л. В. Определитель листостебельных мхов Центральной Сибири. Л. 1969. 330.
- Бардунов Л. В. Флора листостебельных мхов Алтая и Саян: Автореф. дисс. … докт. биол. наук. Киев. 1973. 52.
- Бардунов Л. В. Листостебельные мхи Алтая и Саян. Новосибирск. 1974. 168.
- Бардунов Л. В., Черданцева В. Я. Субтропический элемент во флоре мхов Южного Приморья. — Бот. журн. 65(12):1980. 1747—1756.
- Бардунов Л. В. Древнейшие на суше. — Новосибирск, Наука, 1984. 159.
- Бардунов Л. В. Основные аспекты практического применения мохообразных. — Бот. журн. 74(3): 1989. 406—413.
- Бардунов Л. В. Аридные виды во флоре мхов Южной Сибири. — В кн.: Проблемы бриологии в СССР (ред. И. И. Абрамов) Л., Наука: 1989. 30-36.
- Бардунов Л. В. Очерк бриофлоры Сибири. Новосибирск. 1992. 97.
- Бардунов Л. В., Васильев А. Н. Мхи и печёночники лесов Сибири. Новосибирск, «ГЕО», — 2010.

## Виды растений, названные в честь Л. В. Бардунова
Мхи
- род Bardunovia Ignatov et Ochyra
- Orthodonthopsis bardunovii Ignatov et B.C.Tan
- Dicranum bardunovii Tubanova et E.Ignatova

Цветковые растения
- Megadenia bardunovii Popov
- Corispermum bardunovii Popov